# Fina Torres
Josefina Torres Benedetti (Caracas, 9 ottobre 1951) è una regista venezuelana.

## Biografia
Fina Torres ha studiato giornalismo e fotografia in Venezuela, per poi trasferirsi in Francia per studiare cinema all'Institut des Hautes Etudes Cinématographiques (IDHEC) di Parigi.
Il suo film d'esordio, Oriana, è stato presentato nella sezione Un Certain Regard del Festival di Cannes 1985, vincendo la Caméra d'or come miglior opera prima.
Nel 2000 ha realizzato la sua prima produzione hollywoodiana, la commedia romantica Per incanto o per delizia (Woman on Top), con Penélope Cruz protagonista.

## Filmografia
- Oriana (1985)
- Mécaniques célestes (1995)
- Per incanto o per delizia (Woman on Top) (2000)
- Un tè en La Habana (2008)
- Liz in September (2014)